# Benedyktynki Maryi Królowej Apostołów
Benedyktynki Maryi Królowej Apostołów – żeńskie katolickie zgromadzenie zakonne na prawie diecezjalnym, założone przez s. Wilhelminę Lancaster w 1995 roku. Pierwsze zgromadzenie katolickie które zdobyło nagrodę magazynu muzycznego Billboard. Klasztory zgromadzenia znajdują się w Stanach Zjednoczonych oraz Anglii i mają charakter tradycyjny. 

## Historia
Założycielką Benedyktynek Maryi Królowej Apostołów była s. Wilhelmina Lancaster, afroamerykańska zakonnica ze zgromadzenia Oblatek Sióstr Opatrzności – pierwszego katolickiego zgromadzenia dla czarnoskórych kobiet. Siostra Wilhelmina przeżyła wśród oblatek ponad 50 lat. Zgromadzenie po soborze watykańskim II zaczęło odrzucać niektóre ze swoich tradycji, w tym swój klasyczny habit, zaś starania przyszłej założycielki benedyktynek w kierunku utrzymania tradycyjnego charakteru zgromadzenia nie powiodły się. Przekonana o błędnym zwrocie, jakiego dokonało zgromadzenie sióstr oblatek, po kontakcie z Bractwem Kapłańskim Świętego Piotra, w wieku 71 lat siostra Wilhelmina odeszła ze zgromadzenia, by założyć nowe.
Zgromadzenie powstało w Stanach Zjednoczonych (Scranton) 26 maja 1995 r., pod patronatem petrystów i za zgodą władz kościelnych pod nazwą Oblatek Maryi Królowej Apostołów. W 2006 r. biskup Robert Finn przyjął wspólnotę do swojej diecezji Kansas City-Saint Joseph w stanie Missouri. Wspólnota została erygowana jako publiczne stowarzyszenie wiernych na prawie diecezjalnym pod nazwą Benedyktynek Maryi Królowej Apostołów, 25 listopada 2014 roku biskup nadał natomiast zgromadzeniu status instytutu zakonnego. 
W roku 2018 klasztor Matki Bożej z Efezu został podniesiony do rangi opactwa. Opatką została matka Cecylia Snell, według zgromadzenia, była to pierwsza benedyktyńska ksieni pobłogosławiona zgodnie z tradycyjnym pontyfikałem w historii Stanów Zjednoczonych. Konsekrowany został również nowo wybudowany w stylu nawiązującym do romańskiego kościół. W roku następnym parę sióstr wyjechało do Ava, aby na zaproszenie bp. Edwarda Rice'a założyć nowy klasztor zgromadzenia w diecezji Springfield-Cape Girardeau. Nieruchomość pod budowę klasztoru św. Józefa wraz z sanktuarium dedykowanym ojcom została zakupiona w roku 2021. 
Dynamiczny rozrost wspólnoty monastycznej, a w szczególności wskazywany przez ksienię brak miejsc dla nowych postulantek, poskutkował powstaniem trzeciej lokalizacji benedyktynek w Stanach Zjednoczonych w roku 2024. Na zaproszenie bp. Josepha Siegela benedyktynki Maryi wprowadziły się do opuszczonego klasztoru klarysek w Evansville. W tym samym czasie jednej z zakonnic odmówiono wydania karty stałego pobytu i konieczne było aby opuściła Stany Zjednoczone. Benedyktynka wraz z dwoma innymi wysłana została tymczasowo do Anglii, do jednej z zaprzyjaźnionych rodzin. Ordynariusz miejsca abp. Bernard Longley, poinformowany o sytuacji, zaprosił Benedyktynki Maryi Królowej Apostołów do pozostania w jego diecezji Birmingham na stałe. Zgromadzenie, przyjmując propozycję, zakupiło XIX-wieczne opactwo benedyktynek w Colwich, którego wspólnota została ukonstytuowana przez praprawnuczki Tomasza Morusa w XVII w. Opactwo w Colwich zostało opuszczone przez pierwotne benedyktynki ze względu na spadek ich liczby, a na sprzedaż wystawiono je w 2020 roku. Angielskie opactwo stanowi tym samym pierwszy klasztor wspólnoty poza Stanami Zjednoczonymi i w Europie. W roku 2024 benedyktynki z Ava wprowadziły się także do budowanego klasztoru św. Józefa.

## Charakterystyka

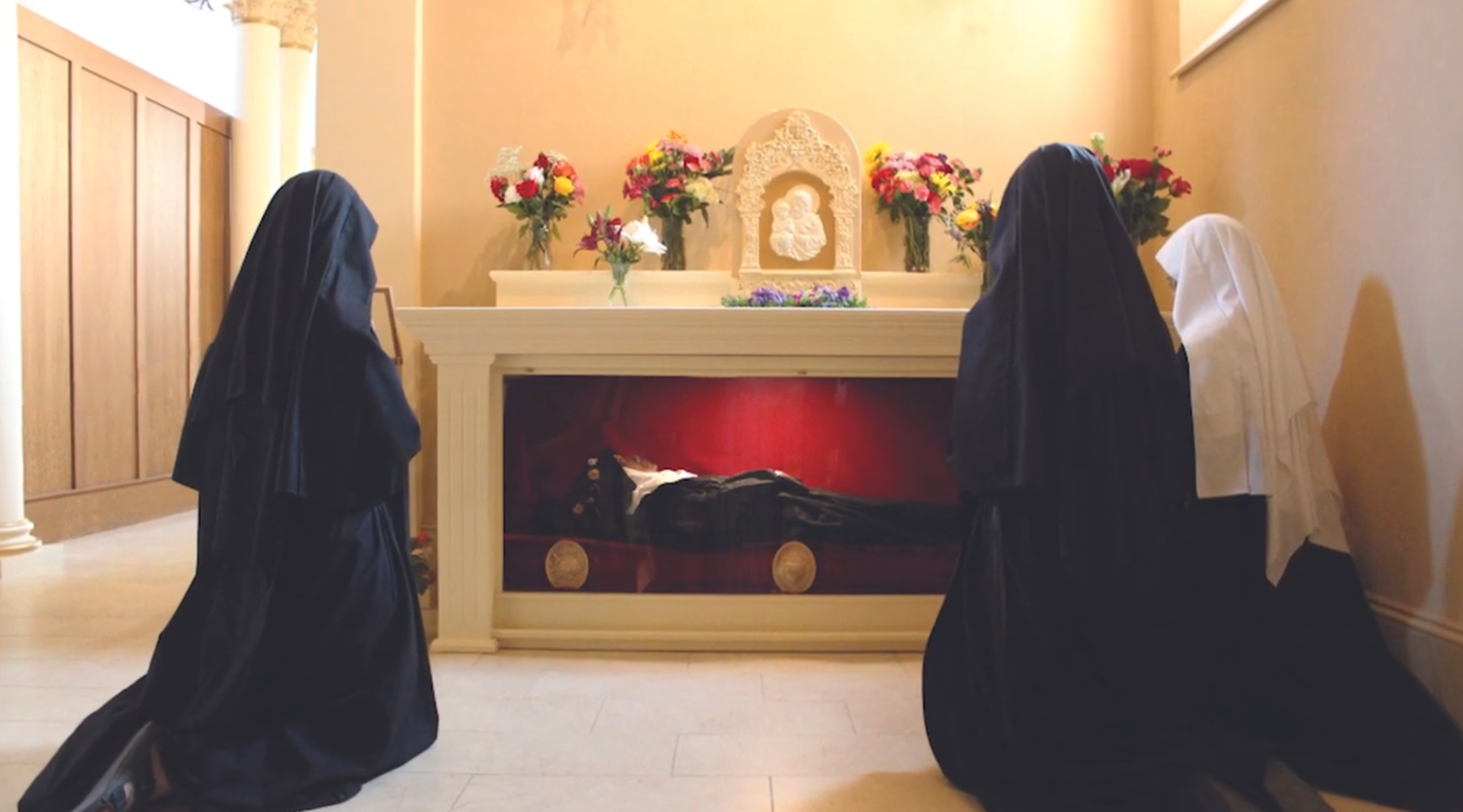
Benedyktynki w habitach przy ciele s. Wilhelminy, opactwo w Gower

Benedyktynki Maryi są wspólnotą kontemplacyjną klauzurową. Pierwszorzędnym celem benedyktynek jest zjednoczenie się z Bogiem poprzez modlitwę. Siostry praktykują milczenie (ang. Grand Silence), które zobowiązuje je do powstrzymywania się od rozmów na czas pracy i w niektórych innych określonych częściach dnia. W celu komunikacji siostry używają w tym czasie cysterskiego języka migowego. Istotna dla benedyktyńskiego charyzmatu jest codzienna Lectio Divina praktykowana przez siostry.
Zgromadzenie jest zorientowane na wsparcie kapłanów oraz modlitwę za nich – przy opactwie w Gower istnieje specjalnie wydzielony dom rekolekcyjny dla duchownych. Oprócz prac dla utrzymania klasztoru, w tym w klasztornym ogrodzie czy na klasztornym gospodarstwie, siostry ze zgromadzenia zajmują się szyciem szat liturgicznych.
Wspólnota w modlitwie liturgicznej korzysta z ksiąg klasycznego rytu rzymskiego, zarówno w odniesieniu do porządku mszy jak i liturgii godzin. Benedyktynki noszą tradycyjny czarny habit, natomiast przy pracy na zewnątrz habit w kolorze niebieskim. 
Szczególną rolę w życiu wspólnoty pełni śpiew chorału gregoriańskiego, który jest obecny w modlitwie benedyktynek, a także w ich działalności muzycznej. Siostry nagrały szereg albumów, które znalazły powszechne uznanie. W 2013 roku zgromadzeniu przyznano nagrodę magazynu muzycznego Billboard jako twórcom muzyki klasycznej, stając się pierwszym zgromadzeniem katolickim z tym wyróżnieniem. Zysk z twórczości artystycznej benedyktynek Maryi pomaga im w finansowaniu ich projektów.

## Ekshumacja s. Wilhelminy Lancaster
W wieku 95 lat, w roku 2019, zmarła założycielka zgromadzenia s. Wilhelmina Lancaster. 18 maja 2023 roku zakonnice dokonały ekshumacji, w celu przeniesienia szczątków założycielki do kościoła opackiego. Przy ekshumacji okazało się, że ciało Wilhelminy Lancaster, podobnie jak jej habit, nie uległo rozkładowi i jest dobrze zachowane. Informacja o odkryciu wzbudziła szerokie zainteresowanie, zaś opactwo w Gower stało się celem masowych odwiedzin pielgrzymów.
Biskup James Johnston, ordynariusz diecezji Kansas City-St. Joseph powołał w 2023 roku zespół ekspertów medycznych, zlecając wykonanie badań nad ciałem zmarłej zakonnicy. Raport opublikowany 22 sierpnia w roku 2024 potwierdził, że ciało s. Wilhelminy nie nosi śladów rozkładu. Potwierdzony jednocześnie został fakt, że ciało nie zostało po śmierci zabalsamowane oraz że siostra zakonna została pochowana w zwyczajnej drewnianej trumnie, która uległa zniszczeniu. Stanu ciała założycielki, który określony został jako „wysoce nietypowy” nie wytłumaczyły również stosunki glebowe w miejscu pochówku, w ramach których nie znaleziono anomalii.